# BMW N43
El BMW N43 es un motor de gasolina de 4 cilindros en línea de BMW, hizo su debut en el 2006, es utilizado en las series 1,3 y 5 de la marca, los modelos 116i y 118i en 3 y 5 puertas emiten menos de 140g/km de CO2, siendo los únicos a gasolina de la marca con esta cifra.
A partir de 2011, el N43 fue reemplazado por el N13 turboalimentado.
| Motor  | Desplazamiento  | Potencia                   | Torque         | Revoluciones | Año  |
| ------ | --------------- | -------------------------- | -------------- | ------------ | ---- |
| N43B16 | 1.6 L (1995 cc) | 90 kW (122 hp) @ 6000      | 160 N·m @ 4250 | 7300 rpm     | 2007 |
| N43B20 | 2.0 L (1995 cc) | 105 kW (122-143 hp) @ 6000 | 190 N·m @ 4500 | 7300 rpm     | 2006 |
| N43B20 | 2.0 L (1995 cc) | 125 kW (170 hp) @ 6700     | 210 N·m @ 4250 | 7300 rpm     | 2006 |

## N43B16
Es el motor más pequeño de la marca, a un futuro será el completo reemplazo del N45.
- 122hp a 6000rpm y 160 N·m
  - (2007-2009)116i Hatchback 3 Puertas.
  - (2007-2009)116i Hatchback 5 Puertas.
  - (2007-?)316i Sedán.
  - (2007-?)316i Familiar.

## N43B20
El N43B20 viene en tres versiones, la primera con 122hp, la segunda 143hp, y la tercera de 170hp.
- 122hp a 6000rpm y 190 N·m
  - (2009-?)116i Hatchback 3 Puertas.
  - (2009-?)116i Hatchback 5 Puertas.
- 143hp a 6000rpm y 190 N·m
  - (2007-?)118i Hatchback 3 Puertas.
  - (2007-?)118i Hatchback 5 Puertas.
  - (2007-?)118i Cabriolet.
  - (2007-?)318i Sedán.
  - (2007-?)318i Familiar.
  - (2012-?)318i Coupé.
- 170hp a 6700rpm y 210 N·m
  - (2007-?)120i Hatchback 3 Puertas.
  - (2007-?)120i Hatchback 5 Puertas.
  - (2007-?)120i Cabriolet.
  - (2007-?)320i Sedán.
  - (2007-?)320i Familiar.
  - (2007-?)320i Coupe
  - 320i Cabriolet.
  - 520i Sedán y Familiar